# On a marché sur Bangkok
Pour plus de détails, voir Fiche technique et Distribution.
On a marché sur Bangkok est un film français réalisé par Olivier Baroux, sorti le 22 octobre 2014.

## Synopsis
Apollo 11, 21 juillet 1969, alors qu'il pose le pied sur la Lune, l'astronaute Neil Armstrong prononce une phrase devenue mythique : « C'est un petit pas pour un homme, mais un grand pas pour l'humanité... ». Et si l'on ne nous avait pas tout dit ? Serge Renart, journaliste de télévision en perte de vitesse, et Natacha Bison, correspondante de guerre sur la touche, sont amenés à enquêter ensemble sur cette affaire qui les mène jusqu'en Thaïlande.

## Fiche technique
- Titre original : On a marché sur Bangkok
- Réalisation : Olivier Baroux
- Scénario : Olivier Baroux
- Directeur de la photographie : Régis Blondeau
- Ingénieur du son : Christine Charpail
- Décors : Perine Barre
- Costumes : Camille Rabineau
- Musique : Martin Rappeneau
- Producteur : Richard Grandpierre
- Sociétés de production : Eskwad, Pathé Films, TF1 Films Production
- Société de distribution : Pathé Distribution
- Pays d'origine :  France
- Genre : comédie
- Dates de sortie : 
  - ( France) : 23 août 2014 (Festival du film francophone d'Angoulême)
  - ( France) : 22 octobre 2014
- Durée : 93 minutes

## Distribution
- Kad Merad : Serge Renart
- Alice Taglioni : Natacha Bison
- Chawanrut Janjittranon : Jintana[3]
- Peter Coyote : Burt Lowell
- Claude Perron : Dominique Broux
- Étienne Chicot : Wanit Thu
- Michel Aumont : Zeus
- Claire Nadeau : Jacqueline
- Sebastian Marx : David Pitt
- Kate Moran : Barbara Bretwood
- Avec la participation de Gérard Jugnot dans le rôle de Joseph Garini
- Olivier Baroux : Rodolphe, l'apnéiste
- Nattapol Michell : Lek
- Nicolas Giraudi : Présentateur météo
- Jean-Michel Gratecap : Patron de bar